# 克羅地亞省
克罗地亚省 (克罗地亚语)，又译为克罗地亚自治省，在1939至41年是南斯拉夫王国的自治省，领土包括今克罗地亚绝大部分，还有斯洛文尼亚、波斯尼亚和黑塞哥维那与塞尔维亚部分地区，首府是萨格勒布。
1929年，王国将南斯拉夫重划成九个省 (Banovina)，刻意不按照种族和宗教分界，以致如克罗地亚人般的民族被分隔在数个省里。克罗地亚人数次争取，终于使单一制的王国容许他们建立自治省。1939年，弗尔巴斯河省、泽塔河省、德里纳河省和多瑙河省部分地区，以及萨瓦河省与海滨省全境组成克罗地亚省。
1941年，该省被轴心国占领和废除。从斯普利特到扎达尔，以及科托尔湾附近的海岸地区，都被意大利占领；其余则并入克罗地亚独立国。
战后，该地成为南斯拉夫社会主义联邦共和国的领土，分属克罗地亚、波斯尼亚和黑塞哥维那和塞尔维亚。

## 画廊
- 南斯拉夫王国的行政区划 1929-1939（塞尔维亚语-克罗地亚语）
- 克罗地亚省旗 ，克罗地亚自治省政府旗
- 克罗地亚省徽
- 克罗地亚省地图
- 1939年的克罗地亚省地图
- 克罗地亚省与今日克罗地亚共和国的领土比较
- 南斯拉夫王国在克罗地亚自治省建立前的省
- 克罗地亚省的建立（前萨瓦河省及滨海省及附加区域）
- 警徽，上书克罗地亚语，意为“在职”。
- 克羅地亞自治省的疆域